# António Elias Simões
António Elias Simões (Abela, Santiago do Cacém, 17 de Outubro de 1934 - 17 de Março de 2010) foi um autarca português.

## Biografia

### Primeiros anos
Nasceu na freguesia de Abela, parte do concelho de Santiago do Cacém, em 17 de Outubro de 1934.

### Carreira política
Foi presidente da Comissão Administrativa de Santiago do Cacém entre 1974 e 1976, que foi criada em Julho de 1974, na sequência da Revolução de 25 de Abril de 1974. Foi sucedido por José Raposo Nobre, que foi o primeiro presidente de câmara efectivo após a Revolução.
Também foi o primeiro presidente da Junta de Freguesia de Abela a ser eleito após a restauração da democracia, tendo ocupado aquela posição de 1977 a 1979.
Numa nota autobiográfica, Elias Simões referiu as dificuldades durante o seu mandato como presidente da comissão administrativa, especialmente os conflitos com o Gabinete da Área de Sines, que nessa altura possuía a autoridade sobre o licenciamento de obras em grande parte do concelho de Santiago do Cacém. Dentro do seu mandato como presidente da Junta de Freguesia de Abela, destacou a instalação da rede de esgotos domésticos como a sua maior obra.

### Falecimento
António Elias Simões faleceu na madrugada de 17 de Março de 2010, aos 75 anos de idade, vítima de uma doença prolongada. O velório foi realizado no dia seguinte na Igreja da Abela, tendo o funeral sido na vila de Ferreira do Alentejo.

## Homenagens
Em 2005 foi condecorado com a Medalha de Mérito Municipal de Santiago do Cacém, devido à sua carreira como autarca. Na sequência da sua morte, foi homenageado pelo então presidente da Câmara Municipal de Santiago do Cacém, Vítor Proença, que ressalvou os seus esforços pelos ideais da democracia e da liberdade no concelho.